# 博斯基德爾 (伊利諾伊州)
博斯基德爾（英語：Boskydell）是位於美國伊利諾伊州傑克遜縣的一個非建制地區。該地的面積和人口皆未知。

## 地理
博斯基德爾的座標為37°40′16″N 89°12′49″W / 37.67111°N 89.21361°W，而該地的平均海拔高度為126米（即413英尺）。